# Barbara Baarsen Bostrømová
Barbara Baarsen Bostrømová (nepřechýleně Bostrøm; 29. července 1875 v Bergenu – 1. srpna 1943) byla norská fotografka, která pracovala na několika místech v zemi.

## Životopis
Byla dcerou kapitána Karla Emila Baarsena (* 1844 v Laksevågenu) a Josefiny Reginy Ellingsenové (z Kjerringnesdalenu). Barbara Bostrømová se vdala 17. června 1906 za horníka Edvarda Bostrøma z Luleå a měli tři syny a čtyři dcery. Původně se chtěla stát malířkou, ale na radu svého otce se vyučila fotografkou. Řemeslo studovala u Hagbartha Jacobsena v Bergenu, praxi získala na různých místech, vlastnila podniky v Haugesundu 1899, Melbu 1902, Meløy a Lurøy a nakonec Mo i Rana od roku 1903. V Mo si postavila vlastní dům, a v roce 1905 si otevřela ateliér (kde je nyní nádraží). Prováděla veškeré fotografické práce při stavbě Dunderlandsverket v letech 1903–1904.
Záznamy o ní lze nalézt v Mo i Rana při sčítání lidu v roce 1910, žila v „domě č. 92". Muž byl v době sčítání nepřítomen a není do sčítání zahrnut. Bydlela s ní její dcera Eva Barbara Bostrømová (* 1907). V domácnosti se nacházela také fotografka učňovka Emmy Mathea Heidenstrømová (* 1891 v Bodø).
Na fotografie používala signaturu „B. Baarsen“. Část jejího archivu lze nalézt v muzeu Rana, část s její dcerou Evou Hansen, Tonnes, ale většina z nich byla ztracena během války. Zajímala se o krajinomalbu a v roce 1931 studovala portrétní malbu u fotografa Heinricha Adolfa Christela Theodora Bachmanna.

### Místa působení
- 1899: Haugesund
- 1902: Melbu
- Přibližně 1903: Lurøy
- Asi 1903: Meløy
- 1903-1921, 1927-1943: Mo i Rana

## Galerie

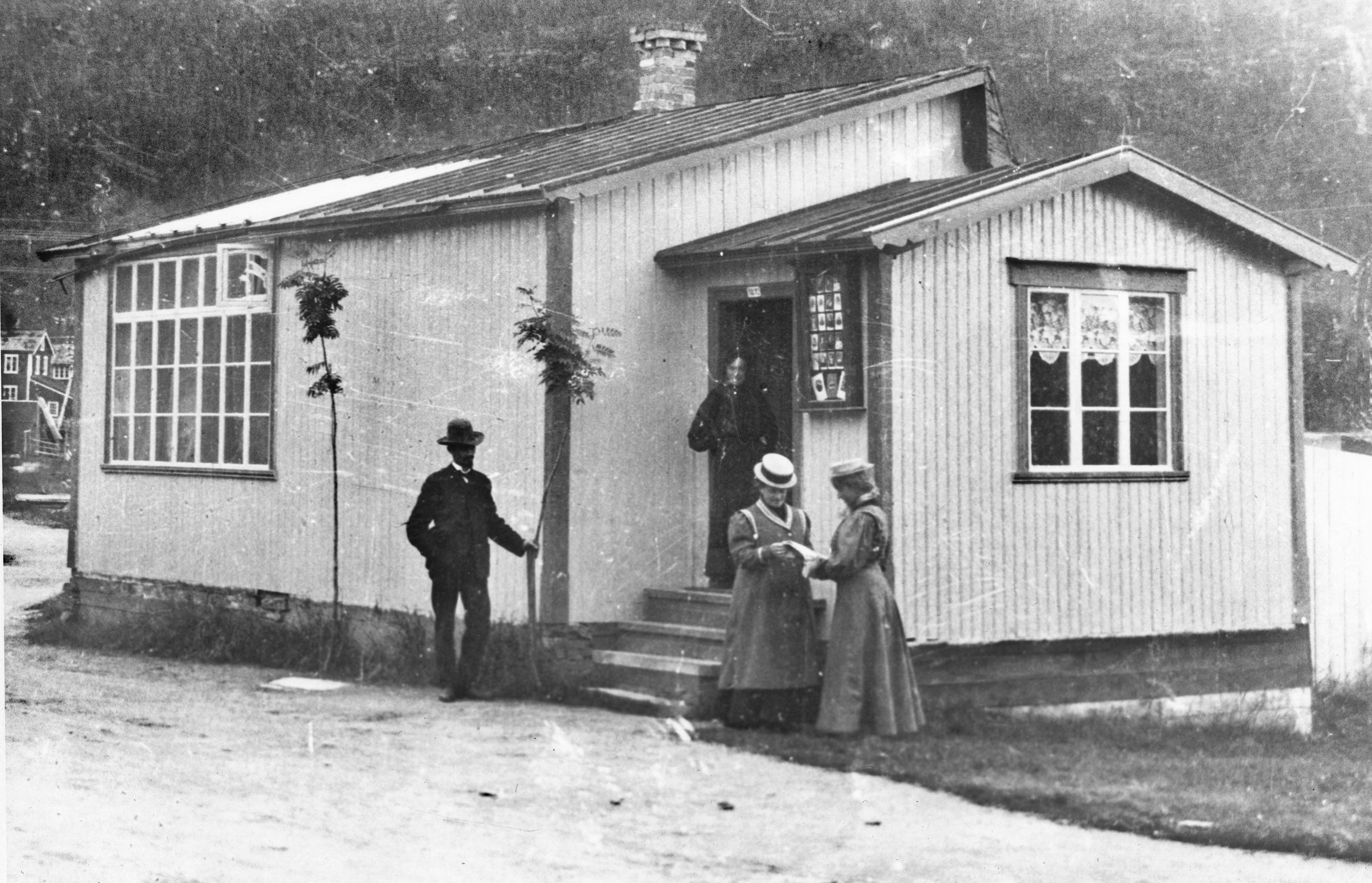
Fotografické studio
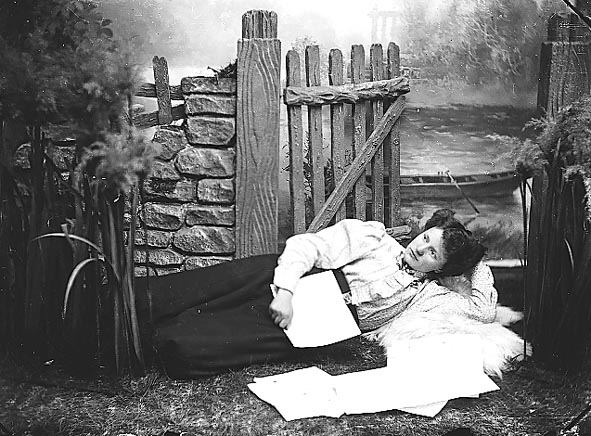
Barbara Baarsen Bostrømová, autoportrét
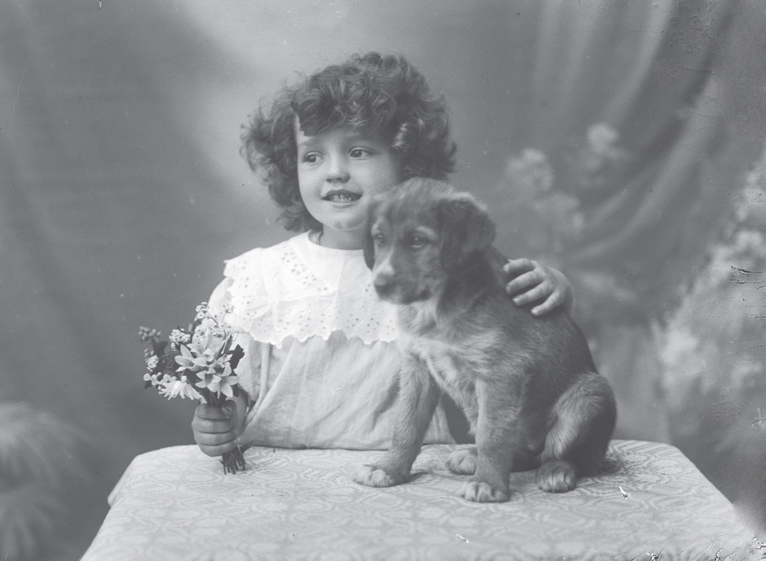
Barbara Baarsen Bostrømová: Studiový portrét dívky se psem
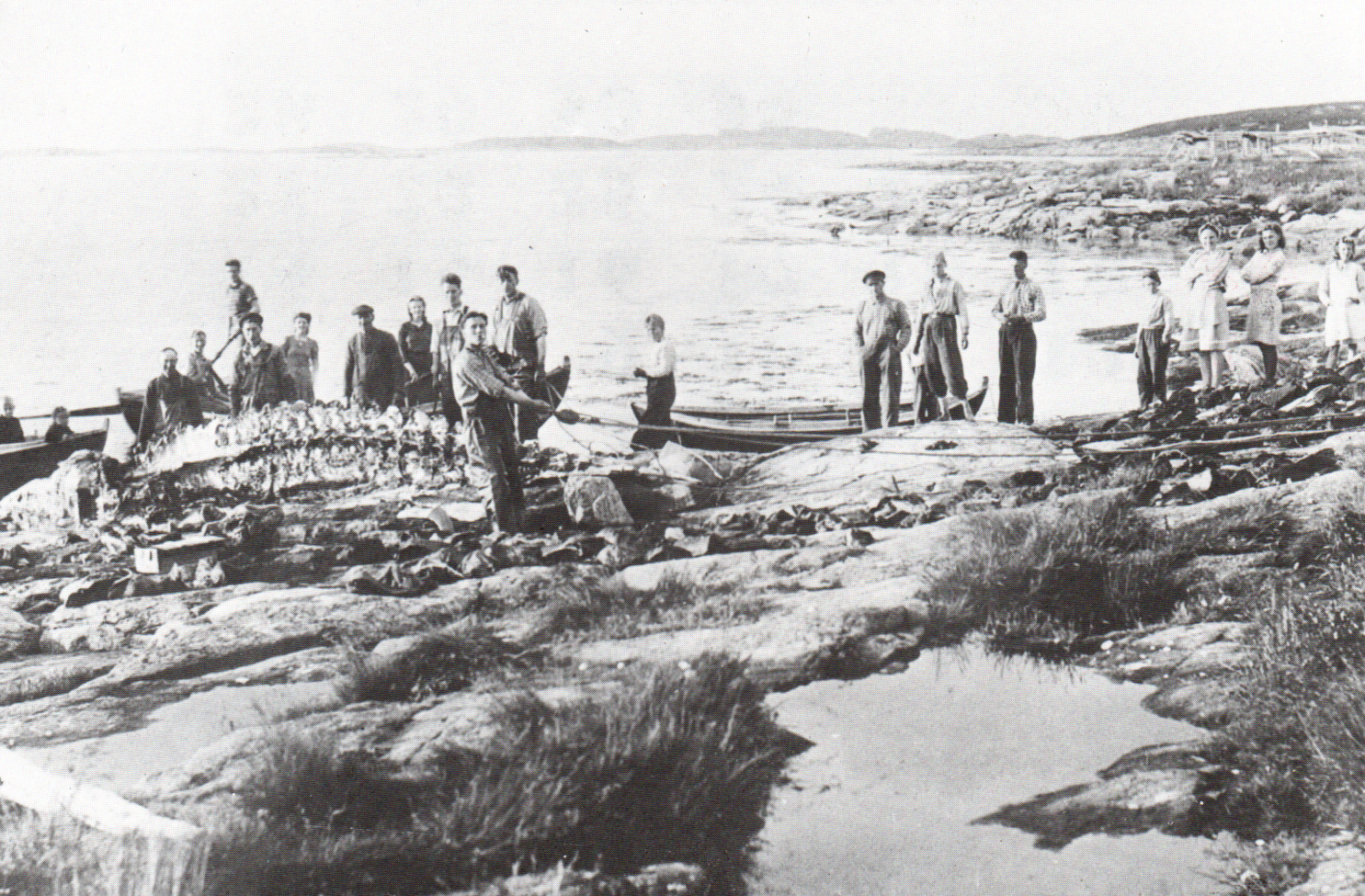
Likholmen pod Sanna Sande Træna, lov velryb, 1943